# Psyllaephagus medvedevi
Psyllaephagus medvedevi är en stekelart som beskrevs av Trjapitzin 1986. Psyllaephagus medvedevi ingår i släktet Psyllaephagus och familjen sköldlussteklar. Inga underarter finns listade i Catalogue of Life.